# سلبرایت
سلبرایت (انگلیسی: Cellebrite) یک شرکت اسرائیلی است که در زمینه نرم‌افزارهای امنیتی موبایل برای دستگاه قضایی فعالیت می‌کند